# Mythenteles propleuralis
Mythenteles propleuralis is een vliegensoort uit de familie van de Mythicomyiidae. De wetenschappelijke naam van de soort is voor het eerst geldig gepubliceerd in 1946 door Melander.